# نادي كلايد
نادي كلايد (بالإنجليزية: Clyde F.C.)‏ هو نادي كرة قدم بريطاني تأسس في 1877 ، يقع مقره الرئيسي في Cumbernauld ‏، ويلعب في دوري كرة القدم الاسكتلندي الدرجة الثالثة ‏.

## وصلات خارجية
- الموقع الرسمي